# Jorge Recalde
Jorge Raúl Recalde (Mina Clavero, Córdoba, 9 de agosto de 1951-Villa Dolores, 10 de marzo de 2001) fue un piloto de automovilismo argentino que se destacó en el rally.
Apodado El Cóndor de Traslasierra, El Señor de los Rallies o, cariñosamente, El Cabayo'e Lona, fue un entusiasta promotor del automovilismo en la región e impulsor del Rally de Argentina, prueba en la que fue el primer y único argentino que se impuso en la clasificación general, en 1988.

## Trayectoria
Comenzó a correr en 1970 en la categoría Turismo Mejorado (actual Turismo Nacional). Obtuvo su primera victoria en 1971 en el Gran Premio de la Montaña. A nivel nacional se impuso por primera vez en 1972 en el Desafío de los Valientes. En 1974 fue campeón de Turismo Nacional clase C, alternando la conducción de un Fiat 125 y un Fiat Coupé.

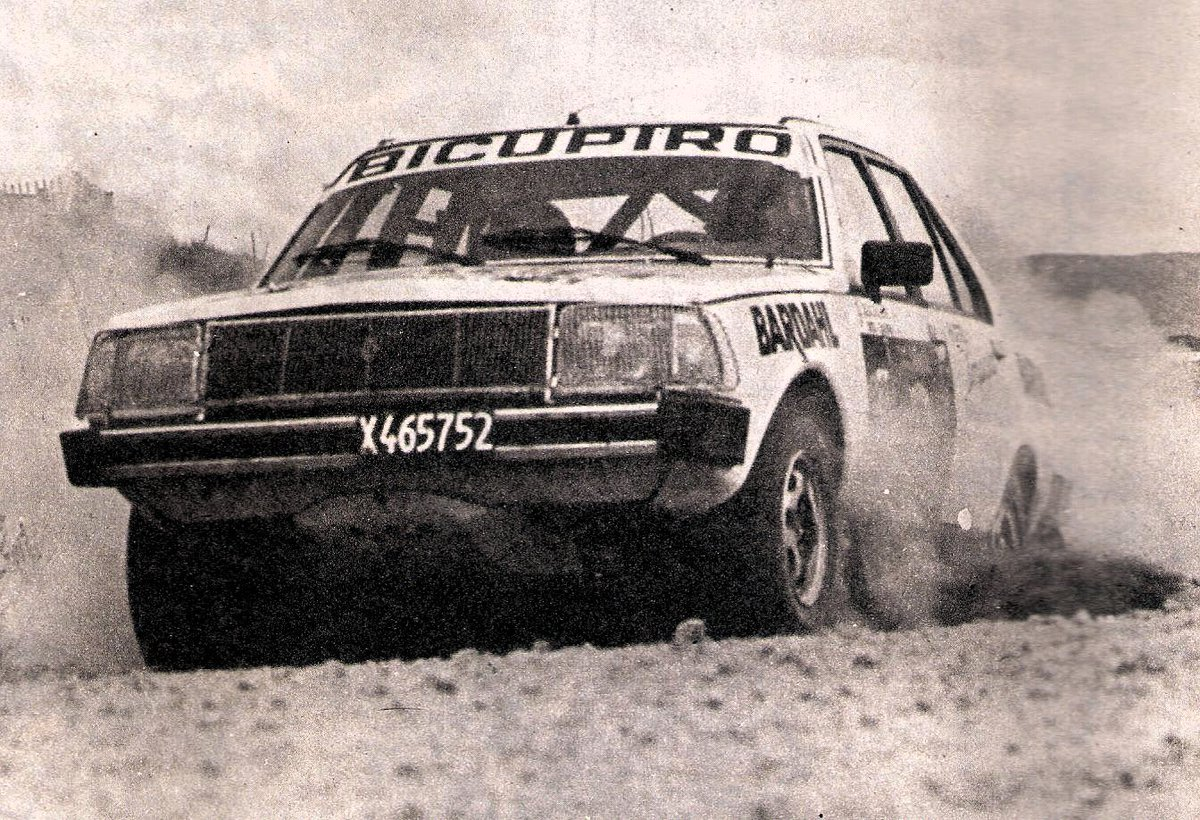
Jorge Recalde en 1982.

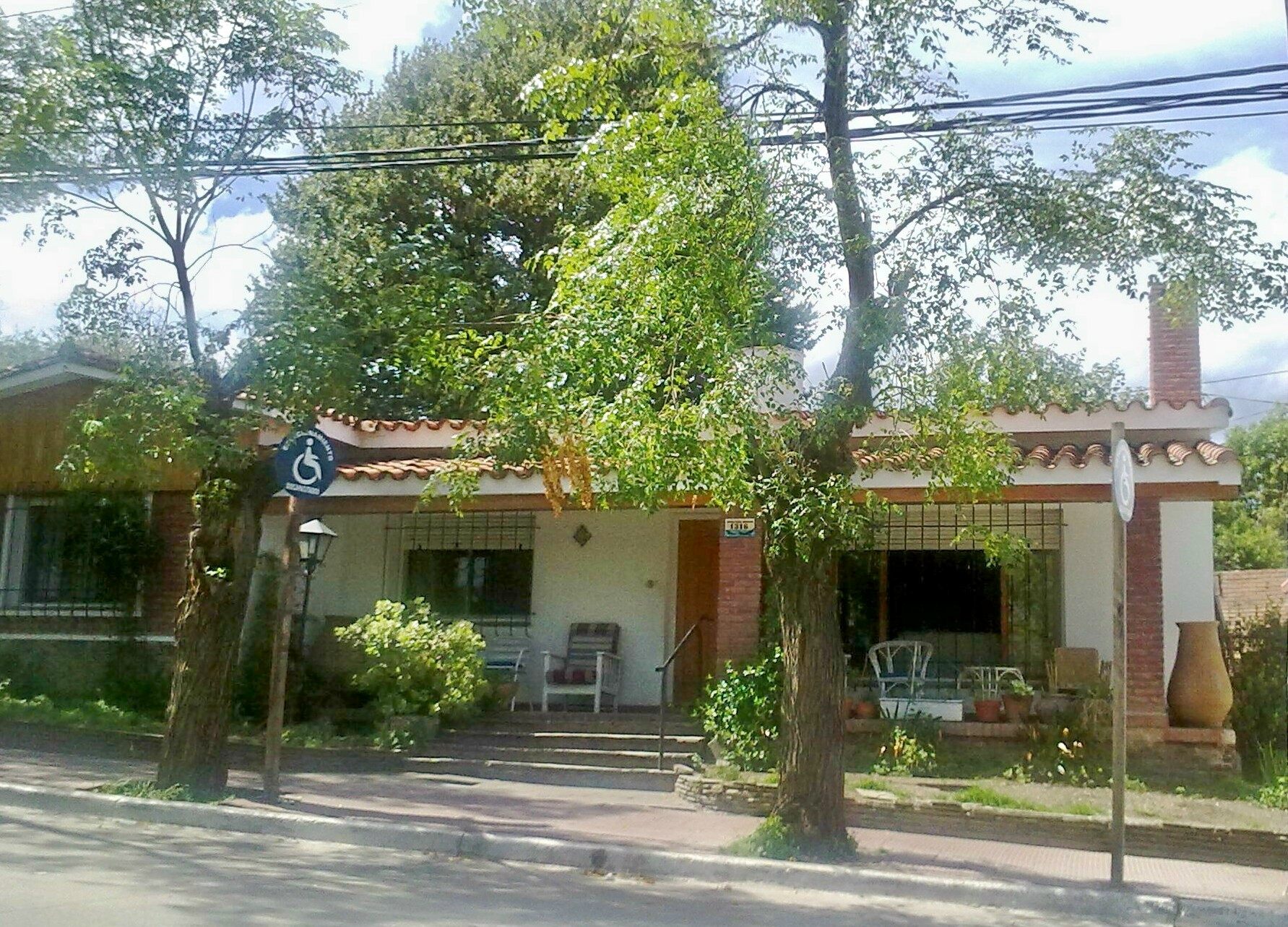
Casa donde vivió Jorge Recalde, en Mina Clavero.

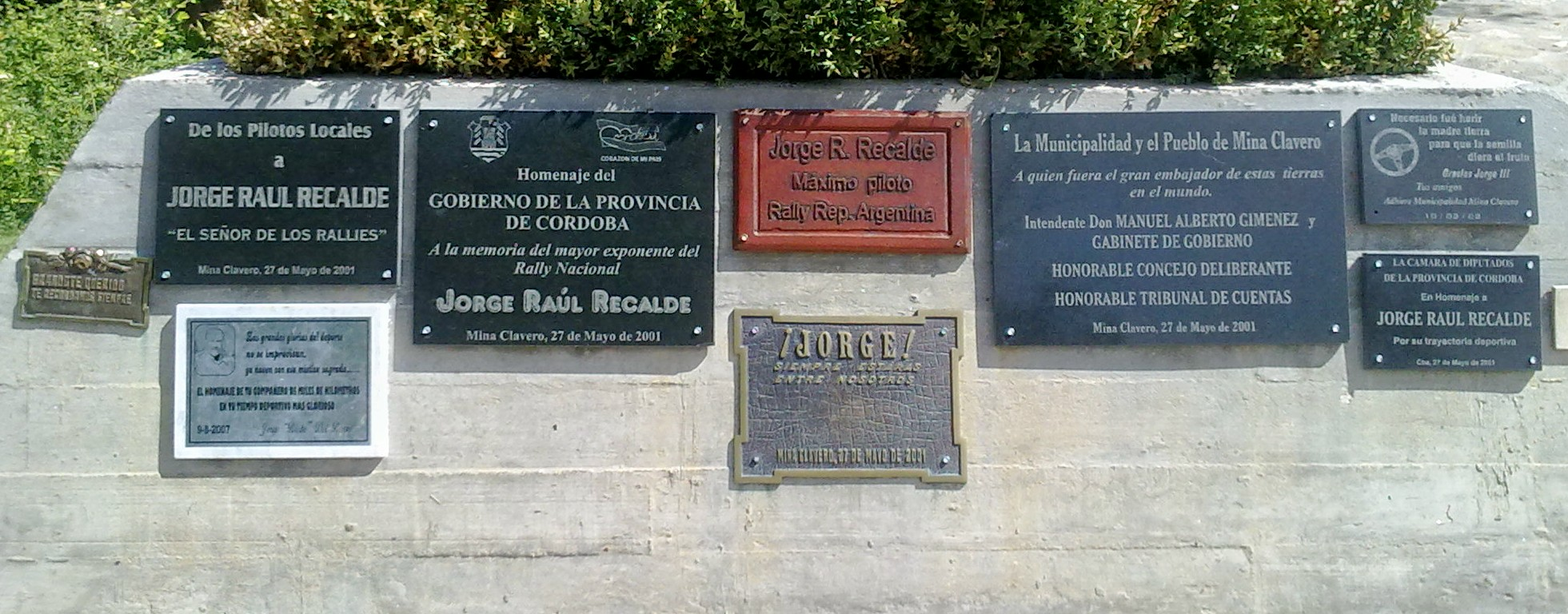
Placas homenaje a Jorge Recalde, frente a la que fue su casa, en Mina Clavero.

Recalde ganó seis veces el Campeonato Argentino de Rally en 1979 (con Renault 12); 1982, 1983 y 1985 (con Renault 18); 1999 y 2000 (con Ford Escort).
En 1978 participó en la Vuelta a la América del Sud, resultando ganador en la clase B y sexto absoluto con un Renault 12 de fabricación argentina. (El auto que hoy día se encuentra en el Museo de la Industria de Córdoba). En 1979 ganó el Gran Premio 19 Capitales de Uruguay con un Fiat 128.
También compitió en Turismo Carretera: debutó ganando en 1974, con un Ford Falcon del equipo oficial, en donde continuó compitiendo en 1975. En 1976 cambió de marca, corriendo un Dodge Polara del equipo Isoldi. En 1977 volvió a Ford, integrando el equipo Del Sur Motors, y en 1978 vuelve a cambiar de marca, corriendo para el equipo oficial General Motors, con un Chevy. En 1993 volvió por última vez al TC, tripulando un Ford Falcon del equipo de Walter Hernández.
Debutó en el Campeonato Mundial de Rally en el Rally de Portugal de 1980. En 1983 clasifica 8.º en la general del 3.er Rally de Argentina a bordo de un Renault 18. En 1984 en el 4.º Rally de Argentina hace su primera incursión en un vehículo del Grupo B terminando 3.º en la general con un muleto Audi Quattro. En 1985 volvería al 5.º Rally de Argentina con Renault 18 pero un vuelco en las primeras etapas le impediría seguir con la carrera, en ese mismo año en el campeonato el Campeonato de Europa de Rally que se disputaba en el Rally de San Marino terminaría en 7.º lugar en la general a bordo de un Citroën Visa 1000 Pistes.
Al año siguiente en 1986, el Jefe de Departamento Deportivo de Lancia, Cesare Fiorio, le daría la posibilidad de navegar un Lancia Delta S4 del equipo oficial Martini Racing, acompañado por compañeros de equipo de renombre como el italiano Massimo Biasion y el finés Markku Alén, dejando a este segundo para asombro de Fiorio, 4.º en las primeras etapas. Al final de la carrera a pocos kilómetros de finalizar, una pinchadura lo dejaría en la cuarta plaza por 1 min 33 s de Stig Blomqvist. Este resultado le abriría las puertas a futuro a formar parte del equipo oficial Lancia. Fue el único americano que venció en la clasificación general del Rally de Argentina en 1988, con un Lancia Delta Integrale, con el que se impuso a su compañero de equipo Miki Biasion. En 1989 en el Rally de Kenia lucharía por su segunda victoria en el mundial y su primera en el extranjero dejando al entonces campeón Miki Biasion en el segundo puesto por 15 min. Todo iría a la perfección hasta que a 22 km de finalizar la carrera chocaría con una oveja que destrozaría el radiador provocando sobrecalentamiento en el motor.
En 1990 Ove Andersson, quien seguía como director técnico del equipo Toyota, le ofrecería un vehículo para acompañar al español Carlos Sainz en el 10.º Rally de Argentina. Esta vez fue acompañado por Martín Christie en sustituto de su antiguo amigo y navegante Jorge Del Buono, aunque no lograría finalizar la carrera. Compitió en el mundial hasta el año 2000, con diferentes vehículos y copilotos. En 1990 y 2000 recibió el Premio Konex como uno de los 5 mejores automovilistas de la década en la Argentina.

### Deceso
Recalde falleció mientras competía en la IX edición del Rally de Villa Dolores, pero no por un accidente, sino de causas naturales ya que sufrió un infarto cuando había descendido de su vehículo y se aprestaba a empujarlo a un costado del camino. Aquella jornada había sido realmente abrasadora, y el cuerpo del piloto, dentro del habitáculo con toda su indumentaria, sufriría las consecuencias.

Sus restos fueron cremados y parte de las cenizas fueron colocadas en su domicilio particular, mientras que el resto fue esparcido en un tramo conocido como 'El Giulio Césare.

### Homenajes
Por ley nacional 26.030 sancionada por el Congreso Nacional Argentino el 4 de mayo de 2005, se declaró Capital Nacional del Rally a la ciudad de Mina Clavero.
Se instituyó el 10 de marzo como Día Nacional del Rally Argentino, en conmemoración de la muerte del corredor.
En 2005 se estableció el que Camino de las Altas Cumbres llevara su nombre.

## Palmarés

### Victorias en el Campeonato Mundial de Rally
| N.º | Evento             | Año  | Copiloto        | Coche                  |
| --- | ------------------ | ---- | --------------- | ---------------------- |
| 1   | Rally de Argentina | 1988 | Jorge Del Buono | Lancia Delta Integrale |

- [1]